# Oitava Batalha do Isonzo
A Oitava Batalha do Isonzo foi um grande combate travado entre o Reino de Itália e o Império Austro-Húngaro, no contexto do fronte italiano na Primeira Guerra Mundial, entre 10 e 12 de outubro de 1916.

## A batalha
A oitava batalha do rio Isonzo, uma curta luta travada entre 10 e 12 de outubro de 1916, foi uma continuação da batalha anterior (que durou de 14 a 17 de setembro de 1916). Ambas as ofensivas foram lançadas pelos italianos para estender suas linhas de frente estabelecidas em Gorizia após a sexta batalha do Isonzo de agosto de 1916.
O comandante do exército italiano, Luigi Cadorna, estava determinado a continuar avançando a oeste de Gorizia, uma política que continuou até a nona batalha do Isonzo - que também não foi bem sucedida.
Assim como nas ofensivas anteriores, a oitava batalha do Isonzo terminou em fracasso, com ambos os lados sofrendo pesadas baixas. Após apenas dois dias, Cadorna cancelou a ofensiva para descansar suas tropas.
O aparente interminável banho de sangue no Isonzo retornaria em novembro de 1916, sendo a quinta e última ofensiva daquele ano.
Nesta batalha, o famoso arquiteto italiano Antonio Sant'Elia foi morto. Ele era considerado um dos líderes do movimento futurista na arquitetura.